# Lotnîce, Volodîmîr-Volînskîi
Lotnîce (în ucraineană Льотниче) este localitatea de reședință a comunei Lotnîce din raionul Volodîmîr-Volînskîi, regiunea Volînia, Ucraina.

## Demografie
Componența lingvistică a localității Lotnîce
     Ucraineană (97,86%)
     Rusă (1,88%)
     Alte limbi (0,26%)
Conform recensământului din 2001, majoritatea populației localității Lotnîce era vorbitoare de ucraineană (97,86%), existând în minoritate și vorbitori de rusă (1,88%).